# Yamaha V-max 1700

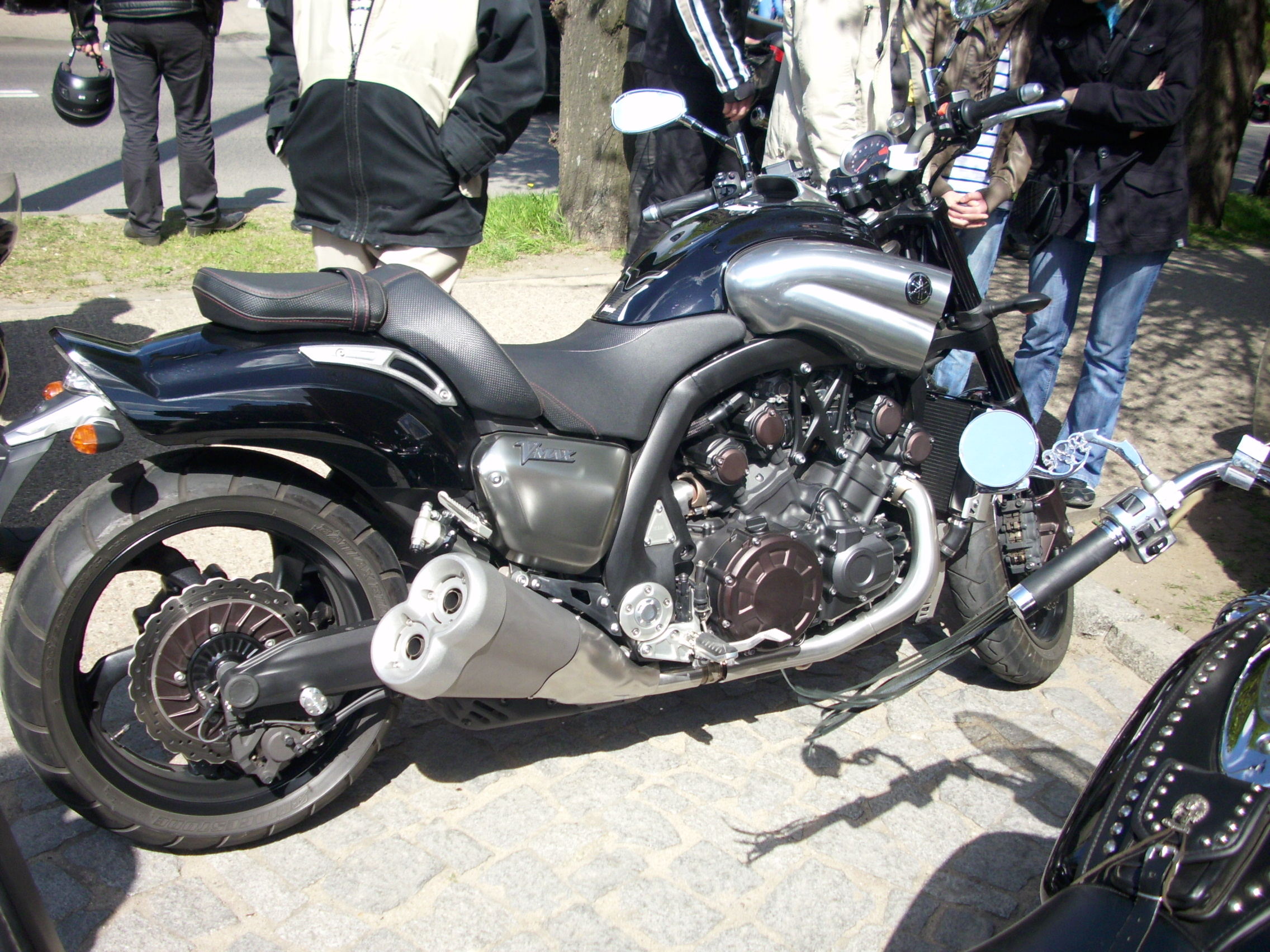
Yamaha VMAX – model 2010

Yamaha VMAX – motocykl firmy Yamaha typu muscle bike.
W 2009 roku model V-max powrócił w nowym stylu – z nowymi rozwiązaniami technicznymi oraz silnikiem o pojemności 1700 cm³ i mocy 200 KM przy 9000 obr./min i moment obrotowy 166,8 Nm przy 6500 obr./min. Motocykl został ogłoszony najmocniejszym seryjnie produkowanym na świecie. Do tego dochodzi przyspieszenie 0-100 km/h, które zajmuje mu 2,7 s dając mu tym samym kolejny rekord.